# Аббасабад (Зарандіє)
Аббасабад (перс. عباس اباد) — село в Ірані, у дегестані Рудшур, у Центральному бахші, шахрестані Зарандіє остану Марказі. За даними перепису 2006 року, його населення становило 0 осіб, що проживали у складі 0 сімей.

## Клімат
Середня річна температура становить 17,34 °C, середня максимальна – 36,70 °C, а середня мінімальна – -4,94 °C. Середня річна кількість опадів – 233 мм.
| Клімат поселення                              | Клімат поселення | Клімат поселення | Клімат поселення | Клімат поселення | Клімат поселення | Клімат поселення | Клімат поселення | Клімат поселення | Клімат поселення | Клімат поселення | Клімат поселення | Клімат поселення | Клімат поселення |
| Показник                                      | Січ.             | Лют.             | Бер.             | Квіт.            | Трав.            | Черв.            | Лип.             | Серп.            | Вер.             | Жовт.            | Лист.            | Груд.            |                  |
| Середній максимум, °C                         | 11,27            | 14,14            | 18,54            | 25,34            | 30,44            | 35,78            | 36,70            | 35,85            | 31,42            | 24,44            | 17,82            | 11,48            |                  |
| Середня температура, °C                       | 3,17             | 6,04             | 10,43            | 17,24            | 22,34            | 27,66            | 30,61            | 29,76            | 25,34            | 18,34            | 11,73            | 5,39             |                  |
| Середній мінімум, °C                          | −4,94            | −2,06            | 2,32             | 9,12             | 14,22            | 19,56            | 24,52            | 23,68            | 19,23            | 12,25            | 5,65             | −0,69            |                  |
| Норма опадів, мм                              | 36               | 33               | 40               | 26               | 18               | 4                | 1                | 1                | 1                | 16               | 24               | 33               |                  |
| Середньомісячна швидкість вітру, м/с          | 1.52             | 2.19             | 2.64             | 3.10             | 2.90             | 2.88             | 2.99             | 2.90             | 2.40             | 2.20             | 1.93             | 1.67             |                  |
| Середньомісячна сонячна радіація, кДж/м²·день | 9390             | 12124            | 14638            | 18140            | 22200            | 26062            | 25673            | 23404            | 19869            | 14717            | 11011            | 8941             |                  |
| --------------------------------------------- | ---------------- | ---------------- | ---------------- | ---------------- | ---------------- | ---------------- | ---------------- | ---------------- | ---------------- | ---------------- | ---------------- | ---------------- | ---------------- |
| Джерело:                                      |                  |                  |                  |                  |                  |                  |                  |                  |                  |                  |                  |                  |                  |